# Jósvafő
Jósvafő je obec v Maďarsku na severozápadě župy Borsod-Abaúj-Zemplén v národním parku Aggtelek  v okresu Putnok poblíž slovenských hranic. Žije zde přibližně 200 obyvatel.

## Historie
První písemná zmínka o obci pochází z roku 1272.

## Geografie
Obec se nachází asi 22 km severně od okresního města Putnok. Od města s župním právem Miškovec se nachází asi 45 km jihovýchodně.
V obci pramení potok Jósva.[zdroj?] Obec se nachází v národním parku Aggtelek poblíž slovenských hranic ve výšce 202 m n. m. V Jósvafő leží také sídlo správy tohoto národního parku.